# 加靈
加靈（印尼語：Galing）是印度尼西亞西加里曼丹省三發縣下轄的一個鎮，位於該縣北部，東接沙依岸勿剎鎮，南毗斯影拱鎮，西鄰直落吉拉末鎮，北連巴羅鎮。

## 行政區劃
加靈鎮是於2001年由直落吉拉末鎮分成的新鎮，加靈鎮轄有10個村。
1. 加靈村
2. Ratu Sepudak村
3. Sagu村
4. Sijang村
5. 雙溪巴拉村
6. 直落班蘭村
7. Tempapan Hulu村
8. Tempapan Kuala村
9. Tri Gadu村
10. Tri Kembang村